# Antonio Pinghelli
Antonio Pinghelli (Savona, 28 febbraio 1910 – Milano, 17 febbraio 1999) è stato un giornalista, scrittore e poeta italiano.

## Biografia

### Gli inizi
Nasce a Savona nel 1910 e durante la prima guerra mondiale si trasferisce a Vado Ligure con la famiglia. Lì lavora a lungo come operaio e disegnatore meccanico.
Trascorre un’infanzia molto difficile poiché il padre muore a causa dell’influenza spagnola nel 1918 e il suo quarto fratello annega da bambino cadendo in un pozzo.
Negli anni ’30 avvengono incontri fondamentali per la sua formazione e per lo sviluppo della sua carriera. Lì conosce Angelo Barile, Arturo Martini, Giovanni Descalzo, Carlo Bo, Francesco Messina e ancora Eugenio Montale, Indro Montanelli, Mario Novaro, Giorgio Pini e tanti altri.
Proprio uno di questi, Angelo Barile, induce Adriano Grande, nel 1933, a pubblicare le prime prose liriche di Pinghelli nella rivista “Circoli” di Genova. Con cui collabora fino al 1939.

### Pinghelli giornalista e i primi riconoscimenti
All’inizio si dedica al giornalismo sportivo e d’informazione. Poi scrive articoli d’arte e di costume sulle terze pagine di molti quotidiani tra cui ricordiamo il “Giornale di Genova”, “Il Lavoro”, “L’Ambrosiano”, “Il Popolo d’Italia”.
Pubblica inoltre alcune prose liriche e poesie su varie riviste letterarie tra cui “Maestrale”, “L’Italia Letteraria”, “Resine”, “Meridiano di Roma” e “Il Foglio Clandestino”.
Nel 1938 gli viene concesso il primo riconoscimento: vince un premio al “Viareggio” come autore al di sotto dei trent’anni con l’opera Scomparsa del mare e altre novelle (1937). Si tratta di una raccolta di circa venti novelle autobiografiche in cui racconta l’esistenza malinconica di un ragazzo che vive in provincia.

### Il trasferimento a Milano
Negli anni del fascismo diventa commissario prefettizio del Comune di Vado Ligure. Proprio a causa della sua fede politica trascorre momenti molto difficili, prima in Liguria e poi a Milano; lì si trasferisce alla fine della seconda guerra mondiale.
A Vado Ligure, infatti, un gruppo di partigiani uccide la sua segretaria.
A Milano, invece, dopo la Liberazione perde il lavoro di Capo redattore della rivista “L’Ora” alla Mondadori proprio per i suoi trascorsi politici.
Egli abbandona la sua terra d’origine a 35 anni per trasferirsi a Milano, dove vivrà fino alla morte nonostante numerosi periodi trascorsi al mare a Celle Ligure (luogo in cui vivevano i suoi fratelli).
A Milano incontra e sposa nel 1957 Mariantonia Gusmaroli.

### Pinghelli poeta e romanziere
La situazione nel capoluogo lombardo si stabilizza e Pinghelli si allontana da questa fase tormentata.
inizia, quindi, a comporre poesie e nel 1949 esce la prima raccolta Poesie con disegni di Mario Vellani Marchi in edizione d’arte. Con questa entra nella rosa dei candidati per il Premio Bagutta del 1950.
Nel frattempo continua ad occuparsi di giornalismo e riceve alcuni premi nazionali nel campo del giornalismo sportivo.
Si dedica anche al romanzo e nel 1957 pubblica Uno dei tanti, opera autobiografica con protagonista Paolo Silverio (suo alter ego). Costui era un disegnatore meccanico impiegato in un’officina, proprio come l’autore alcuni anni prima.
Nel 1965 esce Il carro davanti ai buoi. Opera divisa in quattro parti: ciascuna rievoca una stagione dell’anno, partendo dall’inverno e arrivando all’autunno. In essa sono contenuti pensieri, valutazioni in ambito artistico e culturale e brani lirici.

### Antonio Pinghelli e il rapporto con Arturo Martini
A Vado Ligure, Antonio conosce il grande scultore Martini negli anni ’30. La loro amicizia terminerà soltanto con la morte dello scultore nel 1947.
Traccia di questo forte legame sono alcune lettere, date alle stampe da Pinghelli nel 1966 dopo averle gelosamente custodite per anni nella sua abitazione milanese.
Martini, in virtù di questa grande amicizia, detta poco prima della morte (nel 1946) allo scrittore Pinghelli i suoi pensieri più profondi e importanti sulla scultura. Questi nel 1967 furono pubblicati con Mario De Micheli ne Il trucco di Michelangelo.

### Gli ultimi anni
| Controllo di autorità | SBN CFIV019827 |